# 岩田主山
岩田主山（いわたぬしやま）は、北海道の川上郡弟子屈町にある標高607mの山である。

## 概要
屈斜路カルデラ外輪山の特宍丑から東に伸びる支稜線上のイクルシベ山からさらに北に伸びる尾根の先端に位置する。
かつては「イワタヌシ」と呼ばれていた山名を漢字表記したものであり、鎌田正信氏によればアイヌ語の「イワ・タ・ニ・ウㇱ・イ（iwa-ta-ni-us-i：山・に・木・群生している・所）」が語源とされる。尾札部川を挟んだ反対側はかつて「ポンイワタヌシ」と呼ばれた山があるものの現在の国土地理院地形図には記載されていない。
登山道はないものの無雪期に登る人もいる。イクルシベ山と併せて登られることが多く、国道243号から屈斜路原野地区で育留蘂谷林道へ入り、林道の途中から岩田主山の東側の尾根を登って山頂へ行くのがメインルートである。